# 逮捕证

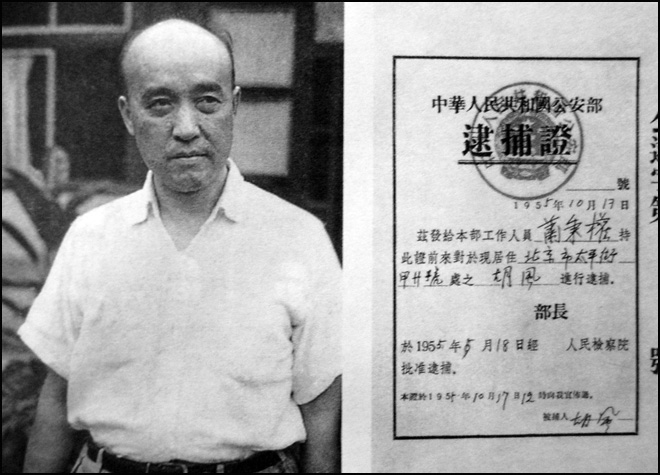
1950年代的胡风反革命集团案主犯胡风和1955年中华人民共和国公安部对其的逮捕证

逮捕证是中华人民共和国公安機關發出的证明文书，供对犯罪嫌疑人执行逮捕時出示，上載案件編號、逮捕原因、通緝者姓名、資料等並有回條，同樣當地人民檢查院或人民法院需要控訴犯罪嫌疑人時，應當需要製作逮捕證和逮捕決定書。